# Підземне сховище Клеменс (Chevron Phillips)
Підземне сховище Клеменс (Chevron Pillips) — призначений для зберігання зріджених газів комплекс каверн у штаті Техас, котрий належить компанії Chevron Pillips Chemical.
За кілька десятків кілометрів на південь від Х'юстона поблизу міста Свіні розташований потужний нафтопереробний та нафтохімічний майданчик, де зокрема розташоване піролізне виробництво Chevron Pillips Chemical (створене на паритетних засадах спільне підприємство Phillips 66 та Chevron). Тут же знаходиться належна їй установка фракціонування, котра забезпечує нафтохімічний напрямок сировиною. Для зберігання сировини, а також продуктів піролізу, за два десятки кілометрів на південний схід від Свіні створене підземне сховище у Клеменс.
Каверни сховища вимиті у соляному куполі (діапірі), котрий випинається вверх з відкладень соляної формації Louann (келовейський ярус юрського періоду), яка залягає в районі Клеменсу на глибині 6 км. Купол має діаметр близько 1,5 км, а його вершина лежить на глибині 418 метрів нижче рівня моря.
У сховищі зберігаються насичені вуглеводні (етан, пропан, н-бутан, ізобутан), олефіни (етилен, пропілен, бутилен), бутадієн, а також певні продукти фракції С5 (пентан, ізопентан, пентен, ізопрен).
Також тут наявна споруджена у 1980 році каверна для зберігання водню (саме його відщепленням від насичених вуглеводнів отримують олефіни та дієни). Вона має циліндричну форму з висотою 300 метрів та діаметром 49 метрів, при цьому вершина каверни знаходиться на глибині 850 метрів. У цьому об'єкті може зберігатись 2,5 тисячі тонн водню.
Окрім зв'язку з розташованим поблизу фракціонатором, сховище за допомогою трубопроводу Seminole NGL сполучена із заходом Техасу, звідки може надходити етан-пропанова суміш.
Можливо також відзначити, що з 2016 року в тому ж Клеменс діє підземне сховище ЗВГ, котре належить компані Phillips 66 (одному зі співвласників Chevron Pillips Chemical). Втім, його завданням є обслуговування роботи власного фракціонатора, а тому перелік продуктів обмежений насиченими вуглеводнями.